# Aliat heterosexual

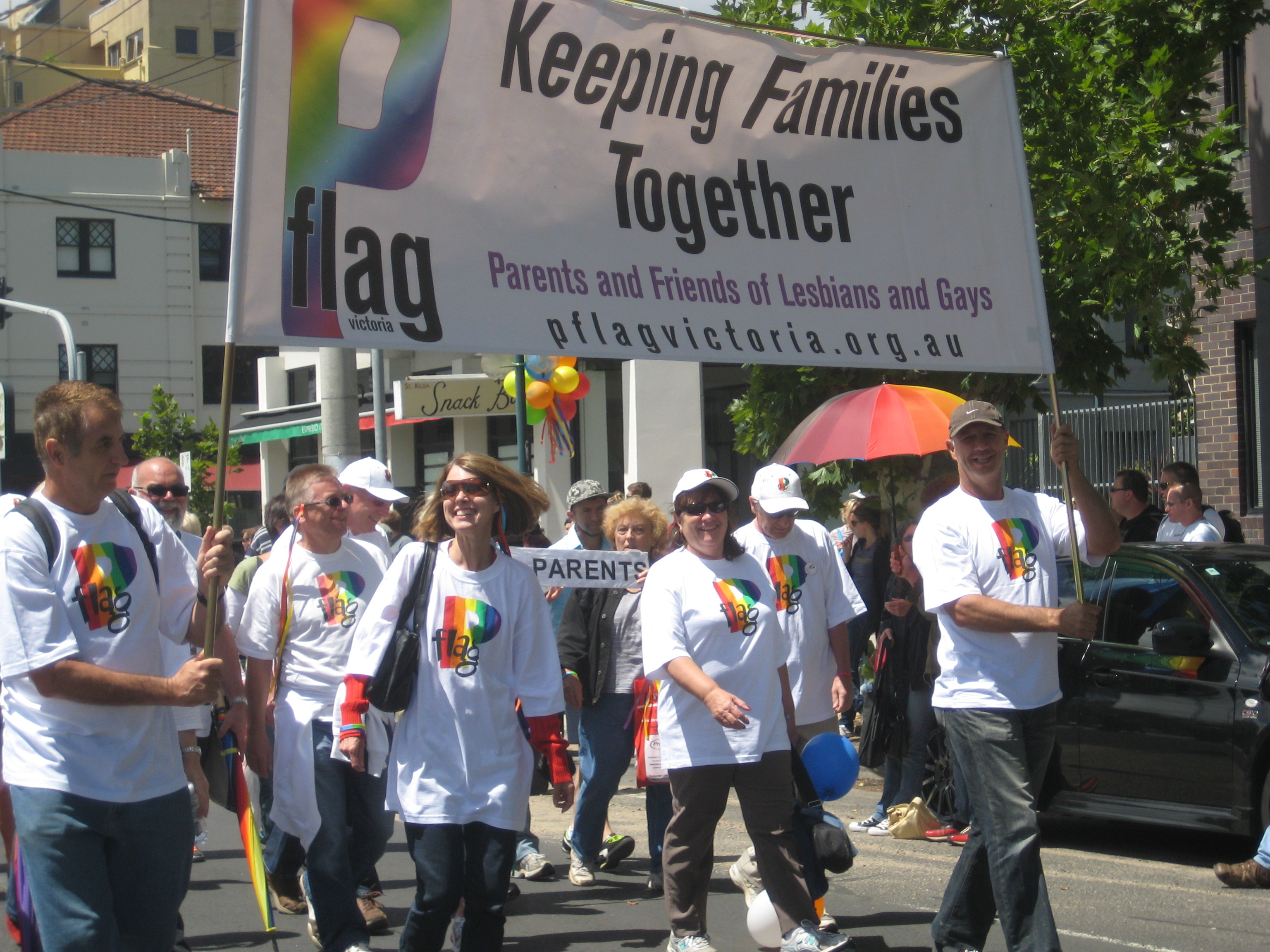
Pares, Famílies i Amics de Lesbianes i Gais marxen en una desfilada de l'orgull d'Austràlia el 2011.

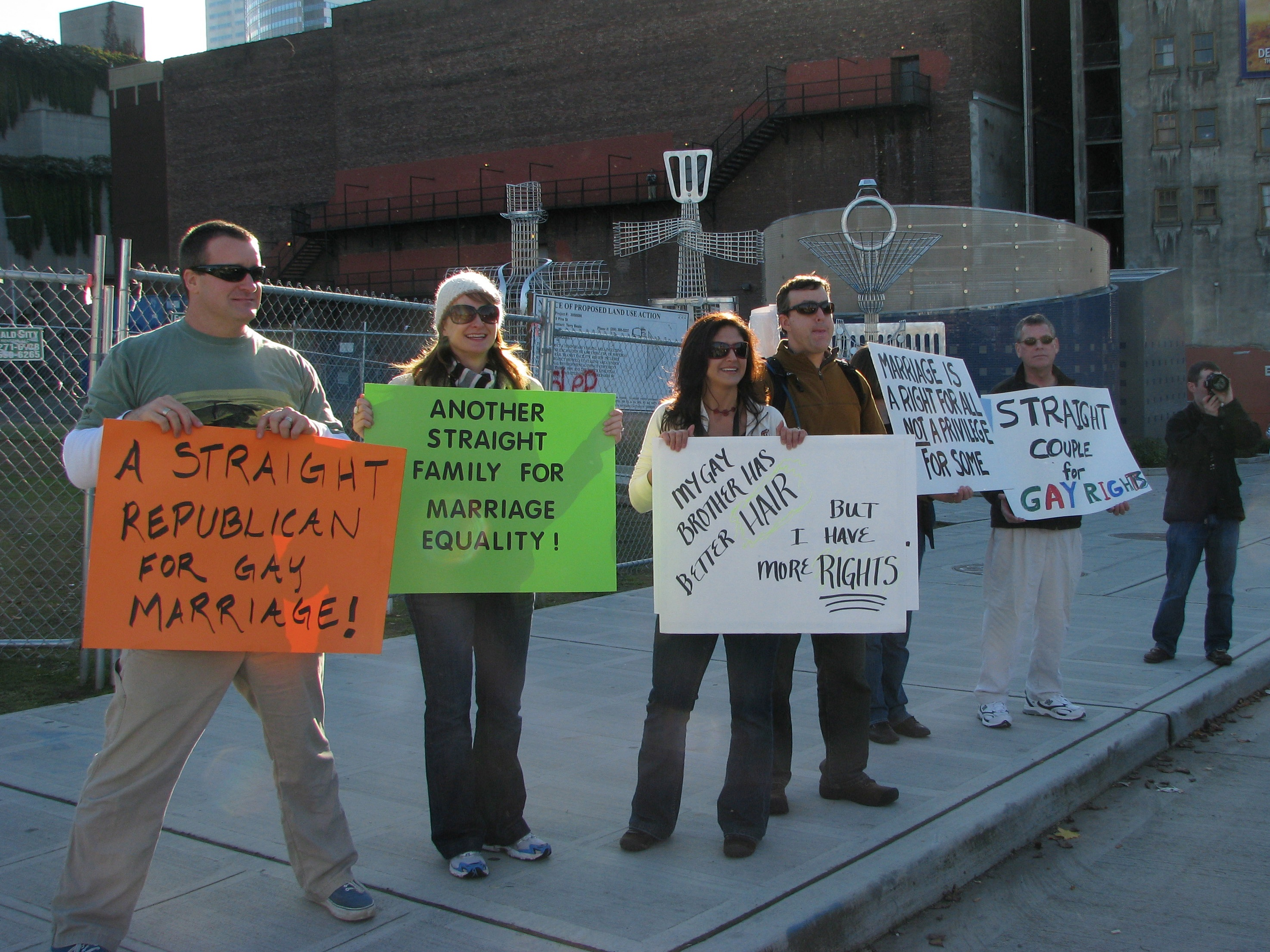
Protesta d'aliats heterosexuals a Seattle a favor del matrimoni homosexual

Un aliat heterosexual és una persona heterosexual o cisgènere que dona suport a la igualtat de drets civils, a la igualtat de gènere, als moviments socials LGBT i que està en contra de l'homofòbia, la bifòbia i la transfòbia. Tot i això, algunes persones que compleixen amb aquesta definició no s'identifiquen a si mateixos com a aliats heterosexuals. Un heterosexual recte creu que les persones LGBT s'enfronten a la discriminació i, per tant, estan social i econòmicament en desavantatge.
La majoria de les organitzacions LGBT tenen membres heterosexuals implicats, i altres fomenten activament la seva participació. Es coneix com una aliança gai-hetero un grup d'estudiants, tant LGBT i com homosexuals, que lluita contra l'homofòbia i la transfòbia. També hi ha alguns grups que uneixen la comunitat LGBT per treballar conjuntament amb aliats heterosexuals. Fundada el 1973, Pares, Famílies i Amics de Lesbianes i Gais (PFLAG, per les seves sigles en anglès) va ser la primera organització aliada heterosexual, iniciada per Jeanne Manford, mare del moviment aliat heterosexual. Establerta als Estats Units, PFLAG uneix pares, famílies, amics i aliats heterosexuals amb la comunitat LGBT per promoure la igualtat de les persones LGBT. El 2007, l'organització va posar en marxa un nou projecte, sota el títol Straight for Equality, amb l'objectiu que més aliats heterosexuals s'involucressin en el moviment LGBT en els llocs de feina, la sanitat, i ara a les comunitats religioses.
Alguns fills de les parelles LGBT són aliats heterosexuals, com el conegut Zach Wahls, fill de dues lesbianes, tot i que ha expressat una visió diferent de la seva relació amb la comunitat LGBT:
| « | Perquè quedi clar, jo no em considero un aliat. Podria ser [un] home cisgènere heterosexual, però al meu cap sóc un membre de la comunitat LGBT. Sé que l'últim que algú vol és afegir una altra lletra a les sigles, però hem d'assegurar com a moviment que fem lloc al que anomenem queer-spawn [terme per definir un fill d'una parella LGBT] per treballar i ser part de la comunitat. Perquè tot i que no sóc gai, sé el que és ser odiat pel que sóc. I sí que sé el que és estar a l'armari, i igual que tots els altres membres de la comunitat LGBT, no hi tinc opció. Vaig néixer en el si d'aquest moviment. | » |

Els aliats heterosexuals han estat criticats per una varietat de raons. Per exemple, alguns creuen que els aliats no poden sortir del seu propi món heteronormatiu. Els aliats heterosexuals també són criticats per l'ús de la defensa LGBT com un mitjà per guanyar popularitat i estatus.